# Arboreai Bonaventura jéricai báróné
Arboreai Bonaventura (? – 1375/78), szárdul: Bonaventura de Arbarèe, katalánul: Bonaventura d'Arborea, franciául: Bonaventura d’Arborée, olaszul: Bonaventura di Arborea, spanyolul: Buenaventura de Arborea, latinul: Bonaventura Arboreae, arboreai hercegnő Szardínia szigetén, Jérica bárónéja. Cardonai Elfa empúriesi grófné dédanyja.

## Élete

Szardínia négy történelmi királysága: Arborea, Gallura, Kalaris (Cagliari) és Torres (Logudoro)

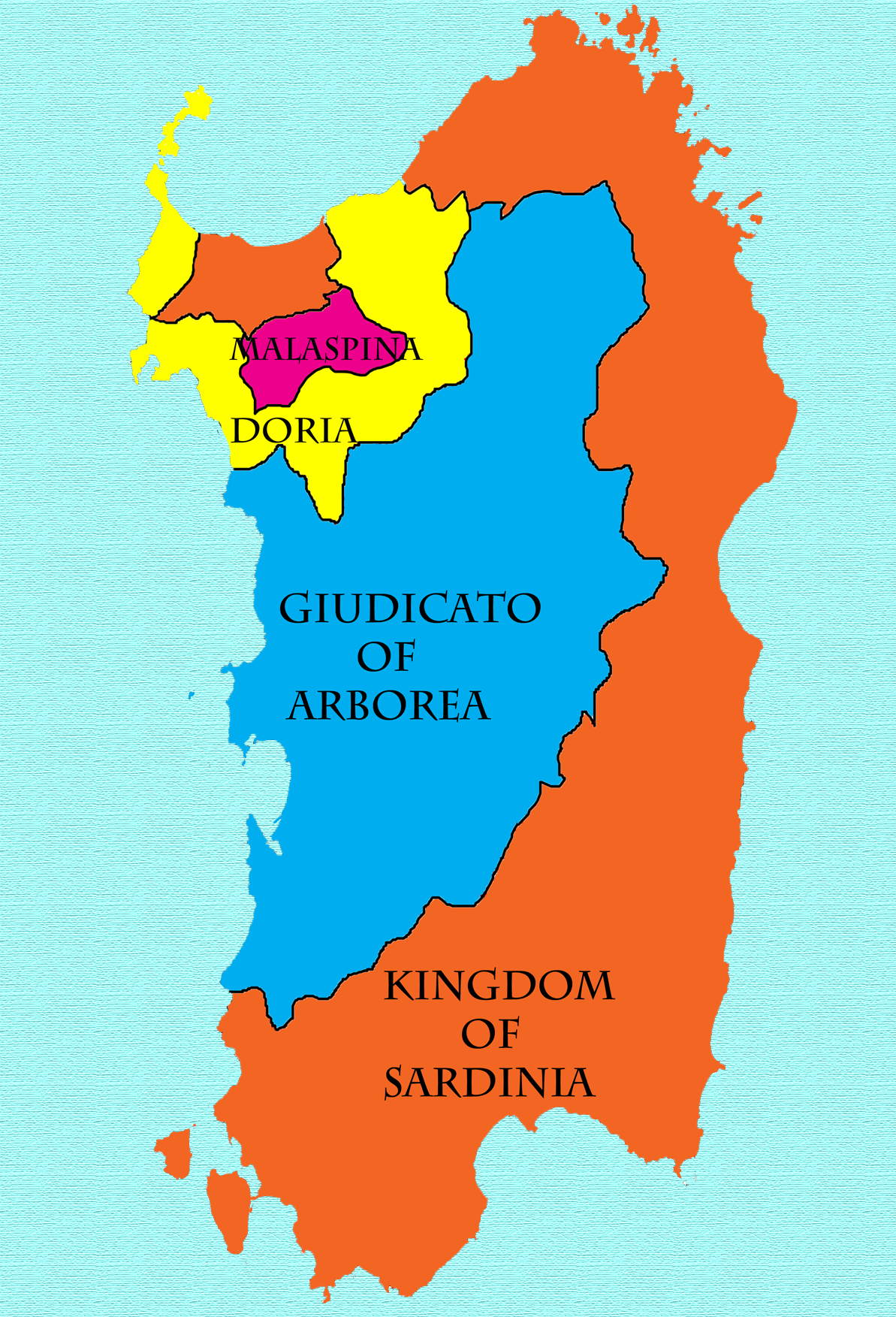
Az Arboreai Királyság kiterjedése 1324-ben, a Szárd Királyság megalapításakor

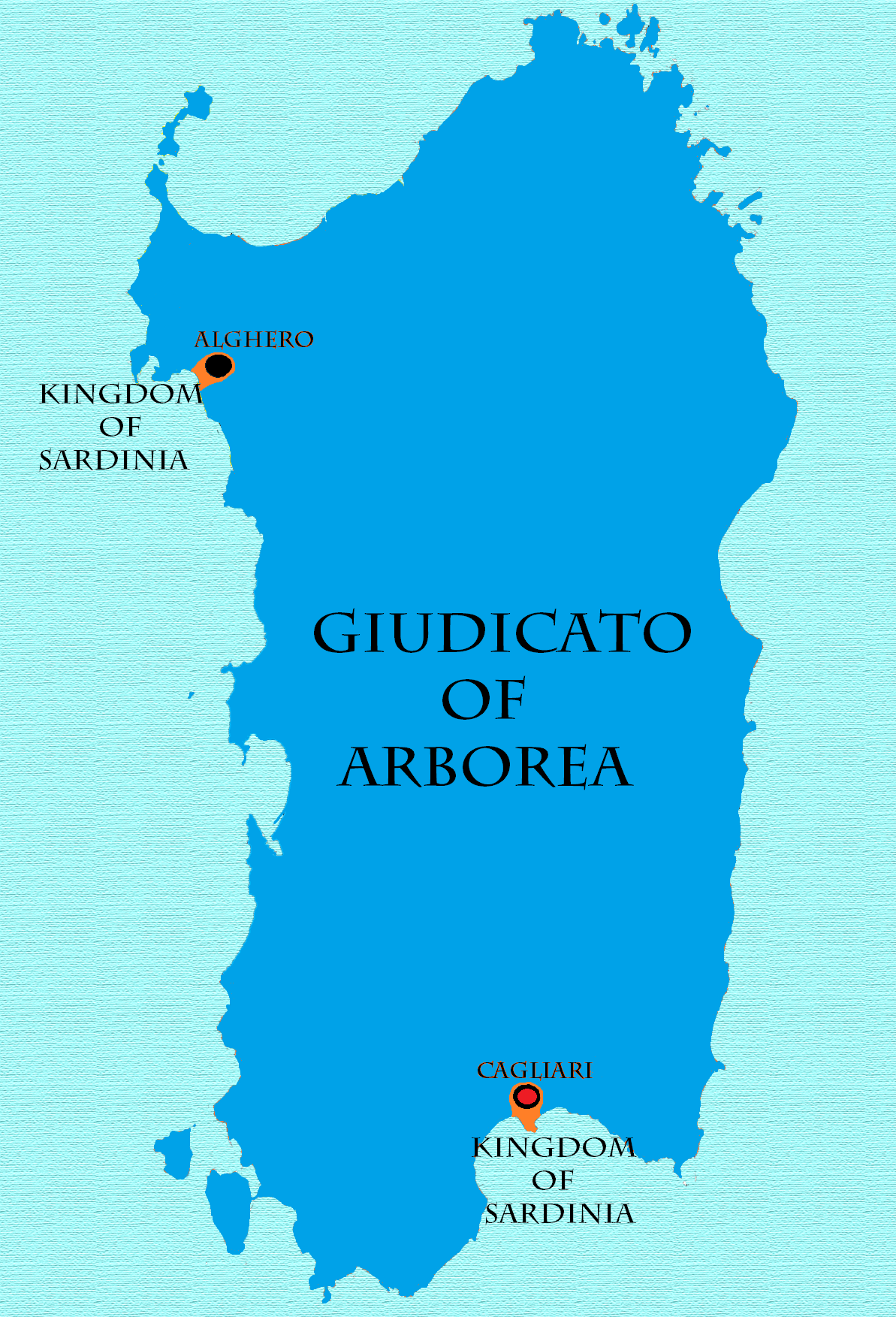
Az Arboreai Királyság kiterjedése 1368 és 1388, valamint 1392 és 1409 között

Apja, II. Hugó III. Marián, arborea királynak (judex) Paul(es)a de Serra úrnővel folytatott házasságon kívüli kapcsolatából született fia.
Az apja uralkodása alatt jött létre 1324-ben, a Szárd Királyság,
Unokahúga volt I. Eleonóra, akinek a férje 1376-tól Brancaleone Doria (1337–1409), Monteleone grófja, és házasságukból két fiú jött a világra, akikkel együtt uralkodott.
I. Frigyes (1377–1387) korai halála után az öccse, V. Marián (1378/79–1407) uralkodott, és miután I. Eleonóra pestisben meghalt, az özvegye, Brancaleone Doria kormányzott a fia nevében, aki túlélte a fiát.
Mivel V. Marán nem nősült meg, és gyermekei nem születtek, így örökölhette a trónt kisebbik lányának, Atboreai Beatrix (1343 körül–1377) hercegnőnek az unokája, Vilmos az unokatestvére halála után 1407-ben, akit I. Vilmos néven 1409. január 13-án Oristanóban királlyá koronáztak. 
Beatrix IX. (VII.) Imre (?–1388) narbonnei algrófhoz ment feleségül, és hét gyermekük született, köztük Vilmos apja, I. Vilmos, Narbonne algrófja.
Cardonai Elfa édesapja I. Hugó (1330–1400), Cardona grófja. Édesanyja Luna Beatrix, akinek a szülei Pedro Martínez de Luna, Pola és Almonacid de la Sierra ura és Aragóniai Elfa (1340–1380 után) jéricai bárónő voltak. Cardonai Elfa tehát az anyai nagyanyja, Aragóniai Elfa után kaphatta a nevét, aki I. Péter (1302–1362) jéricai báró lányaként az aragón királyi dinasztia, a Barcelonai-ház jéricai ágából származott, miután I. Péter báró I. Jakab aragón királynak és 3. feleségének, Teresa Gil de Vidaure úrnőnek, akit 2. felesége, Árpád-házi Jolán halála után titokban vett feleségül, volt a dédunokája. Cardonai Elfa így I. Jakab aragón király 6. leszármazottja volt. Cardonai Elfa a szardíniai Arborea királyának (judex), II. Hugónak (–1335) az ükunokája is volt, annak lánya, Arboreai Bonaventura révén, aki I. (Balzo/Baux) Eleonóra (1340–1404) arboreai királynő nagynénje is volt, és I. Péter jéricai báróhoz ment feleségül 1331-ben, valamint az ő lányuk volt Aragóniai Elfa, Cardonai Elfa nagyanyja.
Cardonai Elfa két házasságot kötött. Első férje II. (Aragóniai) János (1375–1401), Empúries grófja, IV. Péter aragón király lányának, Johanna aragón infánsnőnek (1344–1385) volt a fia, de házasságuk gyermektelen maradt. Másodszor Acard Pere de Mur (–1415) albi báróhoz ment feleségül 1403-ban, aki a katalóniai Albi bárója lett 1404-ben, valamint Cagliari és Gallura kormányzója volt 1413-tól Szardíniában. A házasságukból egy fiatalon meghalt fiú és két lány született. Idősebb lányuk Jolán Lujza, míg kisebbik lányuk Valentina volt, aki Carles de Guevara felesége lett. Apja halála után Jolán Lujza 1415-ben megörökölte az Albi báróságot Katalóniában. Jolán Lujza első férje Ponç de Perellós (–1426), Tous várának az ura volt, akinek az anyja, Maria van Steenhoont, Bar Jolán aragóniai királynénak, I. (Vadász) János aragón király második feleségének az udvarhölgyeként teljesített szolgálatot. Ebből a házasságából Jolán Lujzának egy lánya született, Elfa de Perellós, aki unokatestvéréhez, Cardonai Hugóhoz (–1463), Bellpuig bárójához ment feleségül 1444-ben, és hat gyermekük született.
Jolán Lujza másodszor Aragóniai Frigyes aragón és szicíliai trónkövetelőhöz, I. (Ifjú) Márton szicíliai király természetes fiához ment feleségül, de a házasságot titokban kötötték. Ebből a házasságból egy fia született, aki feltehetően meghalt a születése után nem sokkal.

## Gyermekei
- Férjétől, I. (Aragóniai) Péter (1302–1362) jéricai bárótól, I. Jakab aragón királynak és 3. feleségének, Teresa Gil de Vidaure úrnőnek, akit 2. felesége, Árpád-házi Jolán halála után titokban vett feleségül, volt a dédunokája, 4 leány:
  - Bonaventura (1338 körül–1382 után), férje André de Fenouillet (okcitánul: Fenolhet) (?–1384/6/7), Ille (okcitánul: Illa) és Canet algrófja, 1 fiú (?)
  - Elfa (1340–1380 után), férje Pedro Martínez de Luna (?–1368), Pola és Almonacid de la Sierra ura, XIII. Benedek avignoni (ellen)pápa apjának az elsőfokú unokatestvére, 4 gyermek, többek között:
    - Luna Beatrix, férje I. Hugó (1330–1400), Cardona grófja, 9 gyermek, többek között:
      - Cardonai Elfa (?–1420), 1. férje II. (Aragóniai) János (1375–1401), Empúries grófja, Johanna aragón királyi hercegnő fiaként IV. Péter aragóniai király unokája, nem születtek gyermekei, 2. férje Acard Pere de Mur (?–1415), Albi bárója, Cagliari és Gallura kormányzója, 3 gyermek, többek között:
        - (2. házasságából): Muri Jolán Lujza (1403 után–1467), Albi bárónője, 1. férje Ponç de Perellós (–1426), Tous várának az ura, 1 leány, 2. férje Frigyes (1400/02–1438) lunai gróf, aragón és szicíliai trónkövetelő, I. (Ifjú) Márton szicíliai király természetes fia Tarsia Rizzari cataniai úrnőtől, 1 fiú:
          - (1. házasságából): Perellósi Elfa (–1495), Albi bárónője, férje Cardonai Hugó (–1463), Bellpuig bárója, 6 gyermek
          - (2. házasságából): Aragóniai N. (fiú) (megh. fiatalon)

        - (2. házasságából): Muri Valentina, férje Carles de Guevara, Escalante ura

  - Johanna (1342–1382 után), férje Kasztíliai János (1325 után–1390), Carrión grófja, III. Ferdinánd kasztíliai király dédunokája természetes ágon, 3 gyermek
  - Beatrix (1335/1355 körül–1373 után), Cocentaina és Planes bárónője,[5] férje Aragóniai Antal (1350/55–1373 körül), I. Lajos szicíliai király természetes fia, gyermekei nem születtek